# Vladimir Kolev
Vladimir Kolev, född den 8 april 1953, är en bulgarisk boxare som tog OS-brons i lätt welterviktsboxning 1976 i Montréal. 